# Сані Абача
Сані Абача (англ. Sani Abacha; 20 вересня 1943 — 8 червня 1998) — нігерійський військовий і державний діяч, який де-факто виконував обов'язки президента країни з 17 листопада 1993 року по 8 червня 1998 року.

## Біографія
Сані Абача за національністю — канурі. Народився і виріс у місті Кано. Перш ніж отримати звання лейтенанта 2-го рангу в 1963 році, навчався в нігерійському військовому підготовчому коледжі в Кадуні та офіцерській кадетській школі Монса в англійському Олдершоті.
Відігравав значну роль у кожному успішному перевороті в історії Нігерії, двоє з яких привели і усунули від влади генерала Мохаммаду Бухарі в 1983 році. Коли генерал Ібрагім Бабангіда став президентом і головнокомандувачем збройними силами Нігерії в 1985 році, Абачу було призначено начальником штабу армії. Пізніше, у 1990 році, йому були надані повноваження міністра оборони.
17 листопада 1993 року, Абача скинув недовготривалий перехідний уряд Ернеста Шонекана. У вересні 1994 року він видав указ, яким розмістив свій уряд над юрисдикцією судів, фактично даючи йому абсолютну владу. Іншим указом Абача дав йому право затримувати будь-кого, строком до трьох місяців без суду.

## Звинувачення в корупції
Під час режиму Абача, він і його родина, вкрали з казни країни в цілому 5 млрд. фунтів стерлінгів. Значну роль у розграбуванні та перерахуванні грошових коштів на закордонні рахунки відіграв радник з національної безпеки Абачі, Алхаджі Ісмаїла Гварзо. До корупційних схем був також залучений і його син, Мохаммед Абача. Попередній звіт опублікований перехідним урядом Абдусалама Абубакара в листопаді 1998 року описав процес розкрадання грошей. Кошти зазвичай відправлялися готівкою або дорожніми чеками центрального банку Нігерії до Гварзо, який доставляв їх в будинок Абачі. Потім Мохаммед Абача займався організацією процесу відмивання грошей на офшорні рахунки. Таким чином за приблизними оцінками було відмито 1,4 мільярда доларів готівкою. У березні 2014 року, Міністерством юстиції США було заморожено понад 458 млн доларів, які були незаконно отримані Абачою та іншими корумпованими чиновниками.